# مجید اسحاقی گرجی
 مجید اسحاقی گرجی (زاده ۱۳۵۱ در روستای گرجی محله از توابع بهشهر) استاد ریاضی دانشگاه سمنان و جزو ریاضی‌دانان برجسته جهان در سال ۲۰۱۳ است.وی رکورد دریافت درجه استاد تمام در کوتاه ترین مدت را در ایران دارا می باشد.

## موفقیت‌ها
اسحاقی گرجی استاد ۴۱ ساله ریاضی دانشگاه سمنان، بر اساس پایگاه «تامسون رویترز» (ISI) که هر سه ماه یک بار فهرست دانشمندان برتر ریاضی جهان را اعلام می‌کند، در زمره ۱۰۰ دانشمند برتر در سال ۲۰۱۳ برگزیده‌شد.
```
اسحاقی، با همکاری  اسماعیل نیکوفر از 
دانشگاه پیام نور
 تهران و  علی عبادیان از 
دانشگاه ارومیه
، کوتاه‌ترین راه حل برای 
قضیه ریاضی لیب
 را پس از ۴۱ سال ارائه کرد و آن را در مجله بین‌المللی «Advances in Mathematics» به چاپ برسانند.  لیب استاد برجسته 
ریاضی فیزیک
 جهان در سال ۱۹۷۲، قضیه کانتیویتی را مطرح و آن را در مجله اَدوَنس مت به چاپ رساند.
[
۱
]
```

```
مجید اسحاقی، سرپرست گروه محققان در این باره گفت:
```

قضیه کانتیویتی لیب نخستین معمای ریاضی در زمینه توابع محدب است که مهمترین توابع در آنالیز کاربردی است و در مکانیک کوانتوم، صنایع نظامی و فضایی کاربرد دارد.
مقاله استاد دانشگاه سمنان کوتاهترین و جدیدترین اثبات برای قضیه «Lieb» است.  اسحاقی اثبات ده صفحه‌ای قضیه لیب را به اثباتی یک خطی کاهش داد.
Advances in Mathematics، یکی از مهمترین مجلات در ریاضیات محض است و بسیاری از مقالاتی که در این مجله چاپ می‌شوند راه جدیدی در ریاضیات باز می‌کنند.
چاپ مقاله در این مجله نشان دهنده پیشرفت سطح علمی کشور در رشته ریاضیات است.
پایگاه «تامسون رویترز» (ISI) که هر سه ماه یک بار فهرست دانشمندان برتر ریاضی جهان را اعلام می‌کند، نام مجید اسحاقی را به عنوان دانشمند برتر در سال ۲۰۱۳ در فهرست خود منتشر کرد.

## کتاب‌ها
- Mathematical Analysis I (Parsian)
- Mathematical Analysis II (Parsian)
- Formulas in Mathematics (Parsian)
- Stability of Functional Equations; LAP Lmbert Academic Publishing

## منبع
1. 1 2  «نسخه آرشیو شده». بایگانی‌شده از اصلی در ۲۹ مارس ۲۰۱۴. دریافت‌شده در ۹ مارس ۲۰۱۴.
2. ↑  «Information Sciences Institute». www.isi.edu. دریافت‌شده در ۲۰۱۹-۰۸-۲۱.
3. ↑  ریاضیدان ایرانی در بین100دانشمند برتر2013 بایگانی‌شده  در ۲۴ دسامبر ۲۰۱۳ توسط Wayback Machine خبرگزاری انتخاب
4. ↑  «ریاضیدان ایرانی در بین ۱۰۰ دانشمند برتر سال ۲۰۱۳». تابناک. ۱ دی ۱۳۹۲. دریافت‌شده در ۳ دی ۱۳۹۲.